# Chiefs de Laval
Die Chiefs de Laval (englisch Laval Chiefs) waren eine kanadische Eishockeymannschaft aus Laval, Québec. Das Team spielte von 1998 bis 2005 in der Ligue Nord-Américaine de Hockey.

## Geschichte
Das Franchise der Chiefs de Sainte-Thérèse aus der Québec Semi-Pro Hockey League wurde 1998 nach Laval umgesiedelt und in Chiefs de Laval umbenannt. Die Chiefs de Laval spielten insgesamt sieben Jahre in der Liga, die 2004 aufgrund der zunehmenden Professionalisierung ihrer Teilnehmer in Ligue Nord-Américaine de Hockey umbenannt wurde. In den Spielzeiten 2001/02 und 2002/03 konnte die Mannschaft jeweils die Coupe Futura gewinnen. Nachdem in ihren letzten beiden Jahren der sportliche Erfolg ausblieb wurde das Franchise vor der Saison 2005/06 an die Firma Genex Communications verkauft und in Summum-Chiefs de Laval umbenannt. Ein Jahr später wurde das Team nach Saint-Jean-sur-Richelieu umgesiedelt.

## Bekannte Spieler
- Éric Charron
- Bobby Dollas